# Panorama de Plewna
El panorama de Plewna se trata de un panorama pintado por el pintor francés Paul Philippoteaux. Se denomina así porque representa la batalla de Plewna, una ciudad de Bulgaria, durante la guerra entre rusos y turcos en 1877.
El panorama fue exhibido por primera vez en 1882 en Moscú (Rusia).

## El panorama de Plewna a la Exposición Universal de Barcelona del 1888
El espacio donde se expuso fue diseñado por el arquitecto Antoni Rovira Rabassa y estaba ubicado en el cruce entre Gran Vía y Rambla Cataluña de Barcelona.
Este panorama estuvo en Barcelona durante los meses de marzo hasta diciembre de 1888, que coincidían con los meses de la Exposición Universal en Barcelona. Según la prensa contemporánea (La Campana de Gràcia), durante los primeros cuatro meses que el panorama estuvo abierto al público, recibió 193.836 visitantes en total. Aprovechando el éxito, la empresa a cargo decidió llevar algunos dioramas del mismo pintor, Philippoteaux.
El panorama se podía visitar, a precio de una peseta, desde las 8 de la mañana hasta las 12 de la noche. De día la luz era natural, pero hacia la noche, se utilizaba el alumbrado con gas. En la visita, se repartían panfletos donde se explicaban los hechos históricos que se podían observar en el panorama.
El panorama fue retirado de la Exposición Universal en enero de 1889 y sustituido por uno del Asedio de París.